# Llista de peixos de Txèquia

Localització de Txèquia a Europa

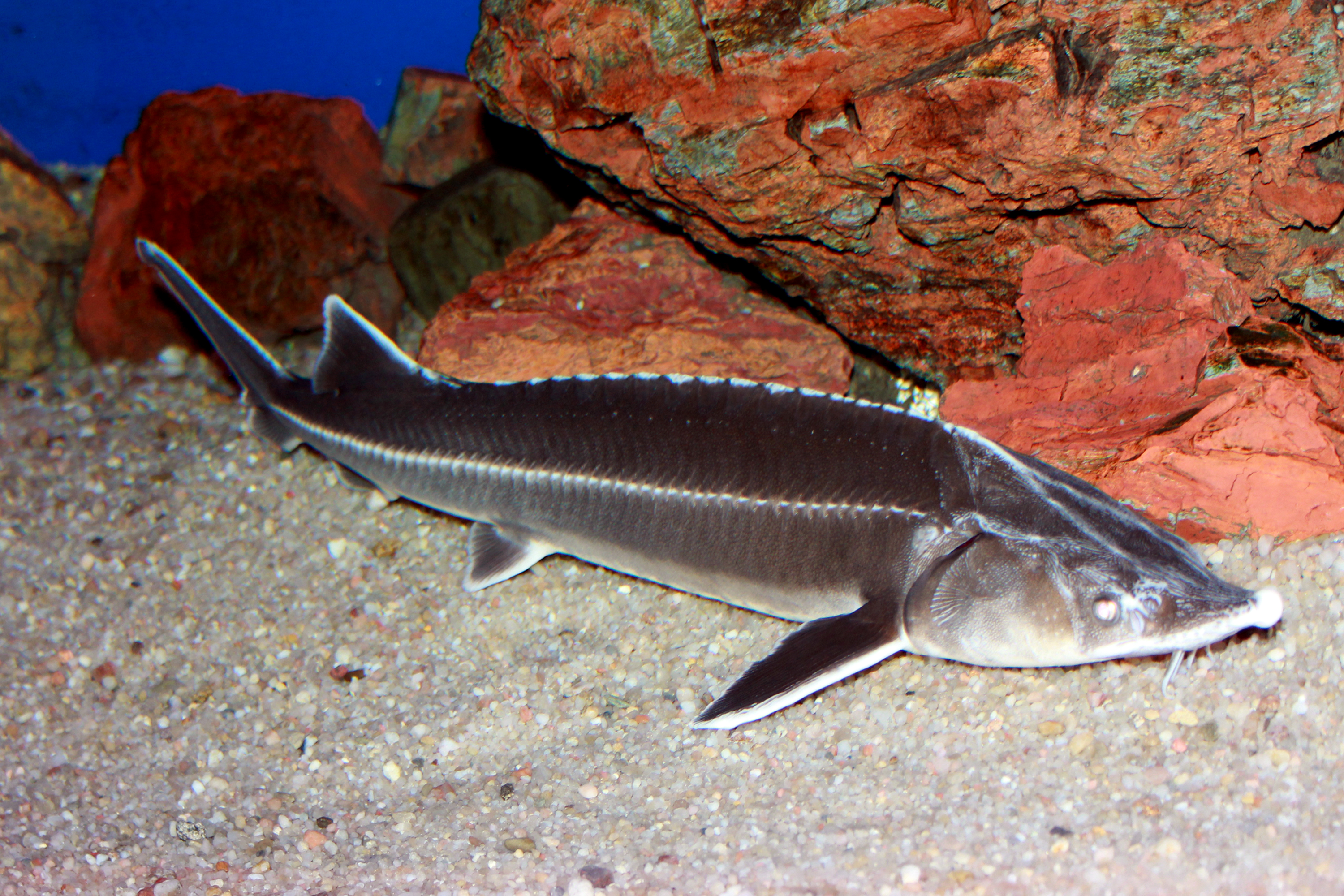
Esterlet (Acipenser ruthenus)

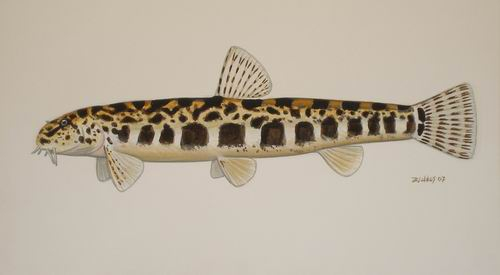
Sabanejewia aurata

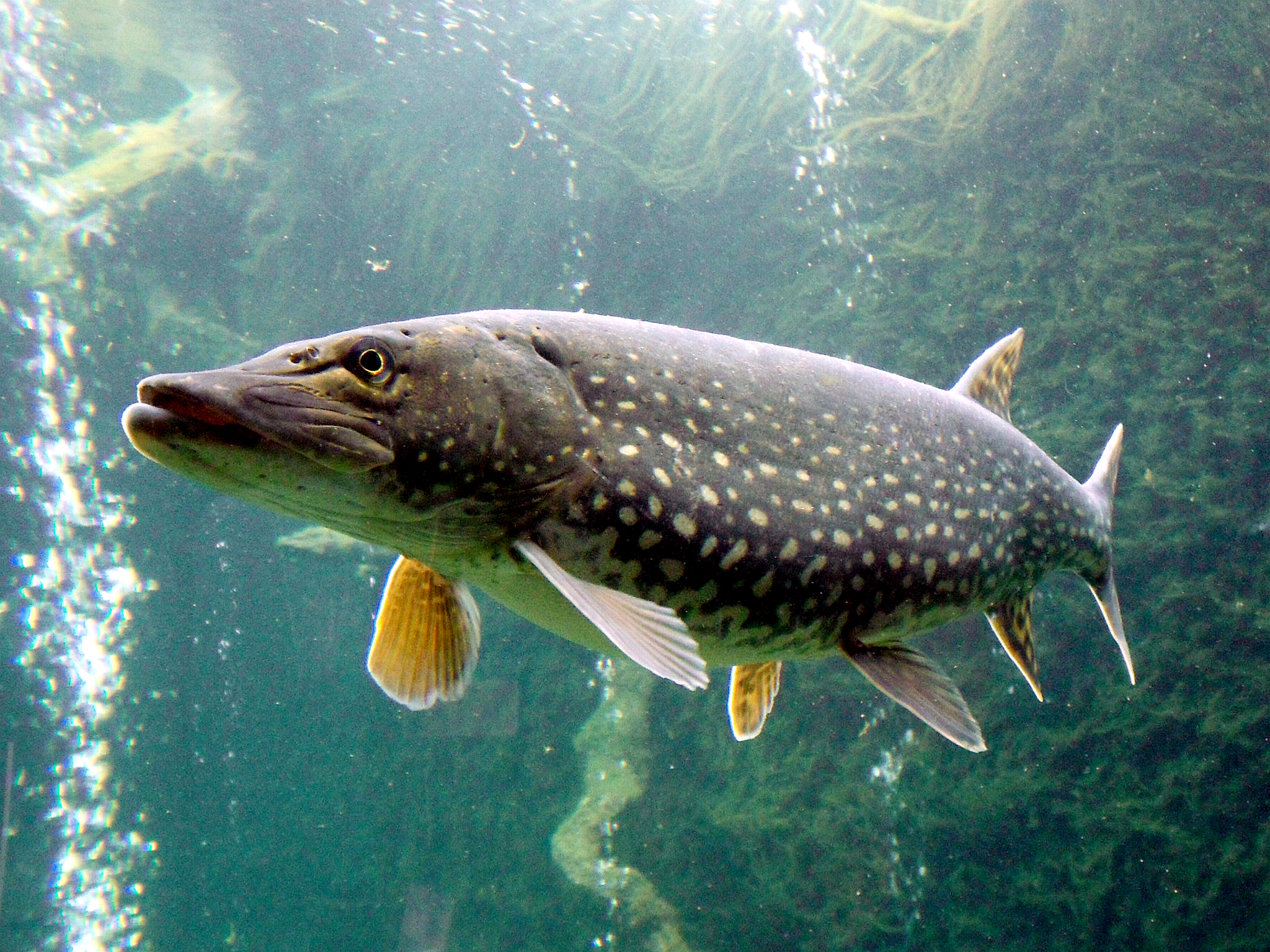
Lluç de riu (Esox lucius)

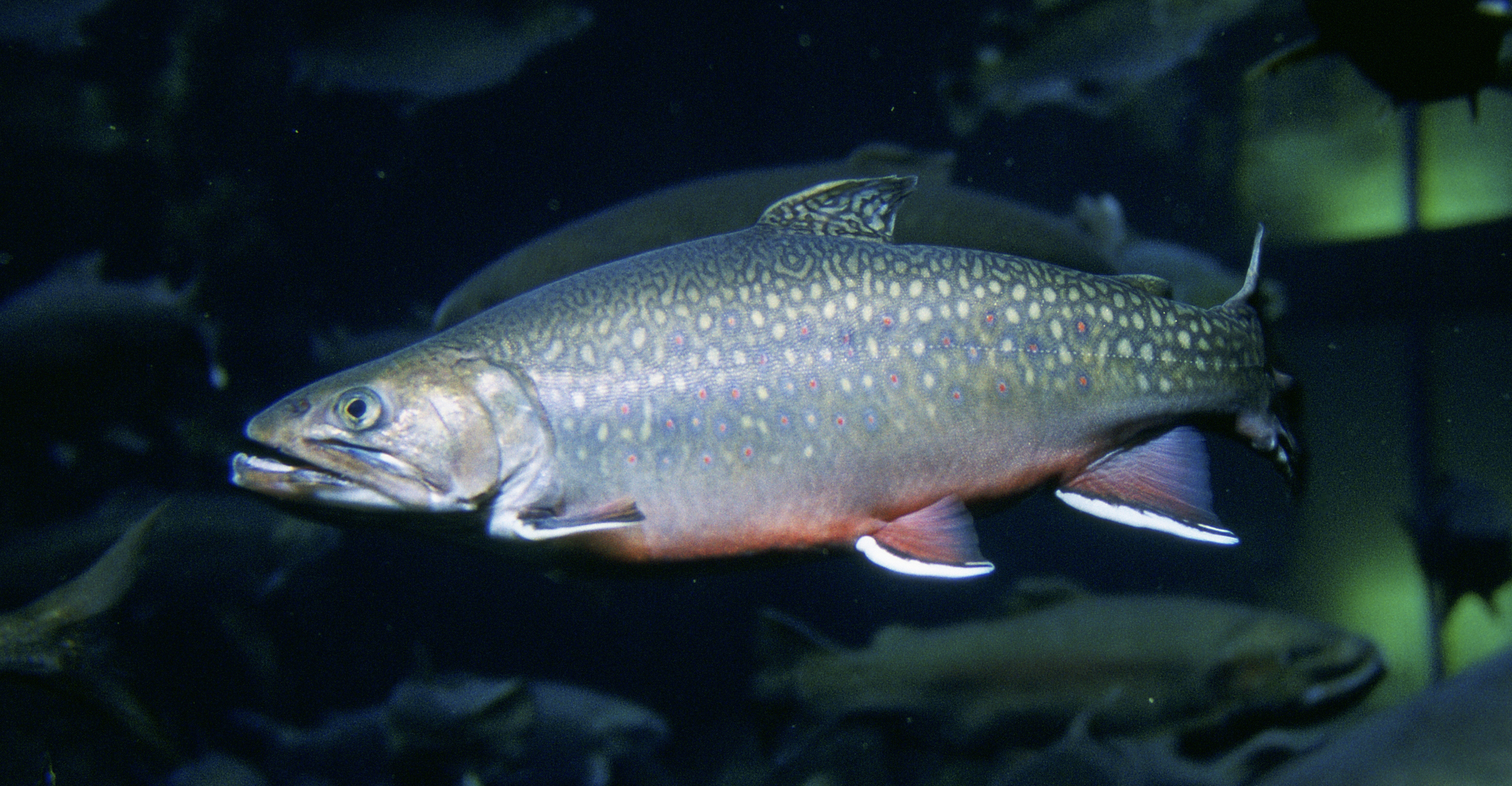
Truita de rierol (Salvelinus fontinalis)

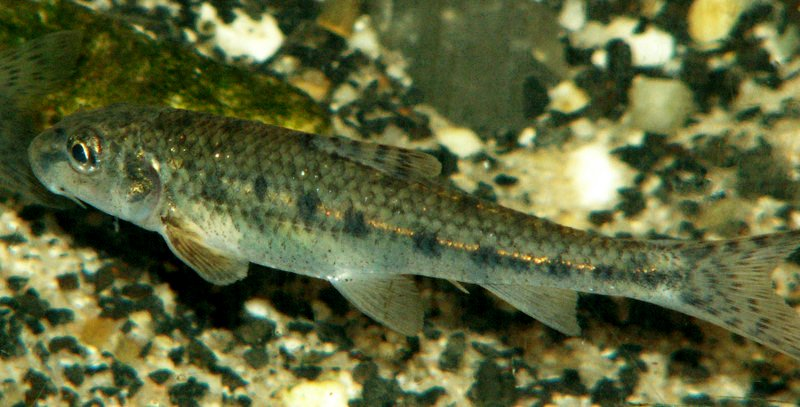
Gobi (Gobio gobio)

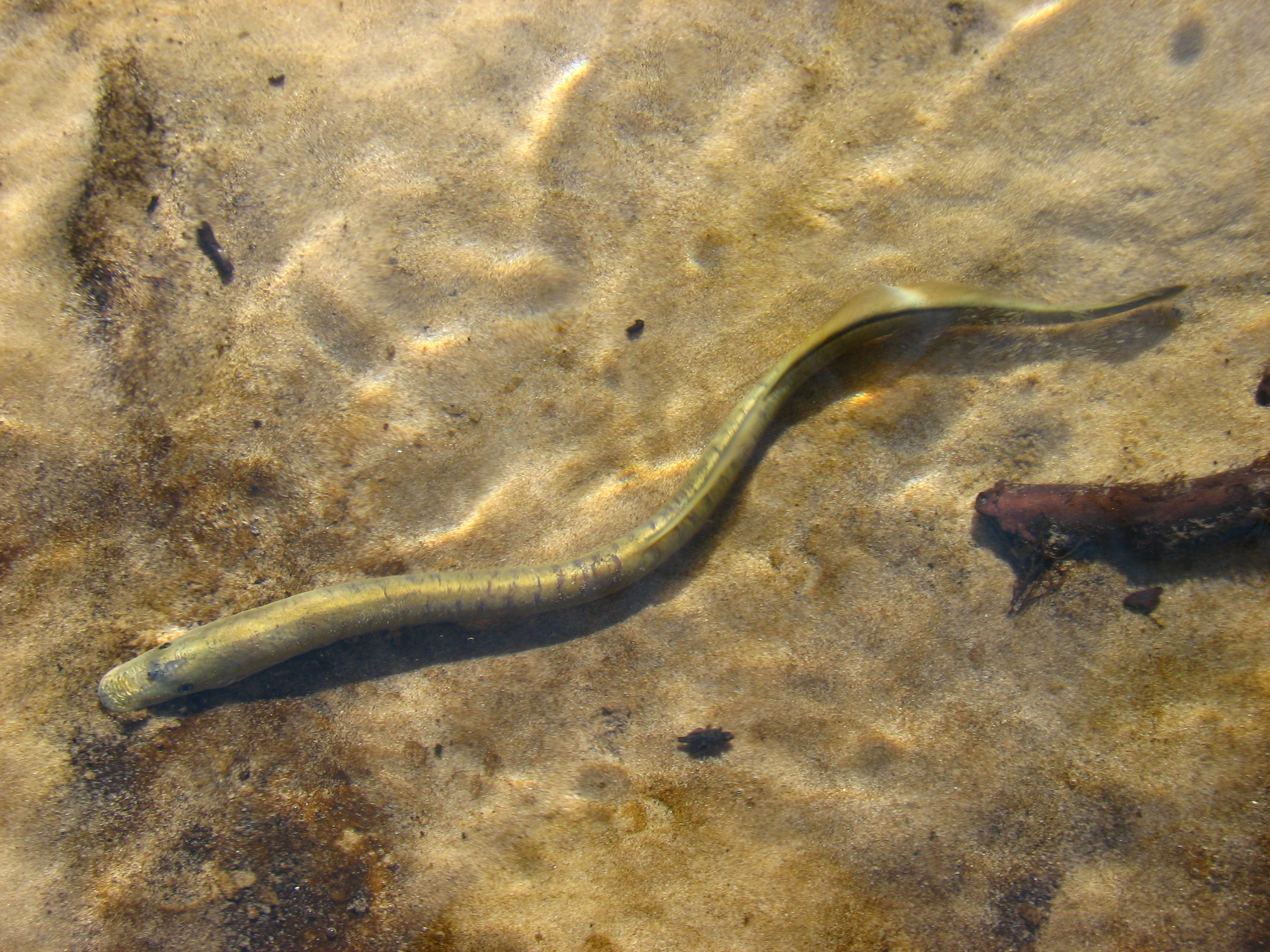
Eudontomyzon mariae

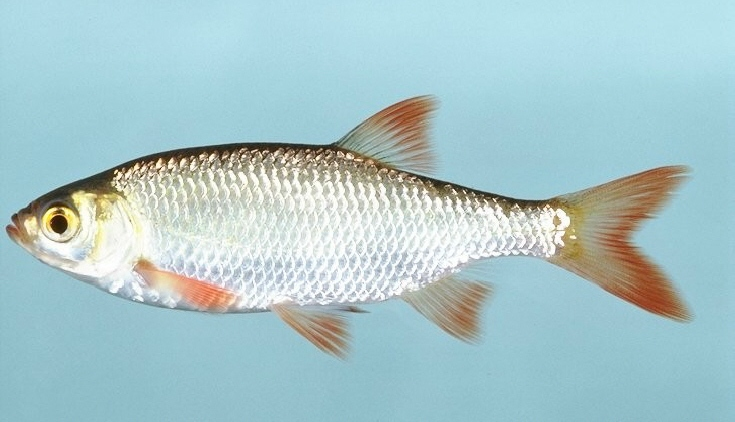
Gardí (Scardinius erythrophthalmus)

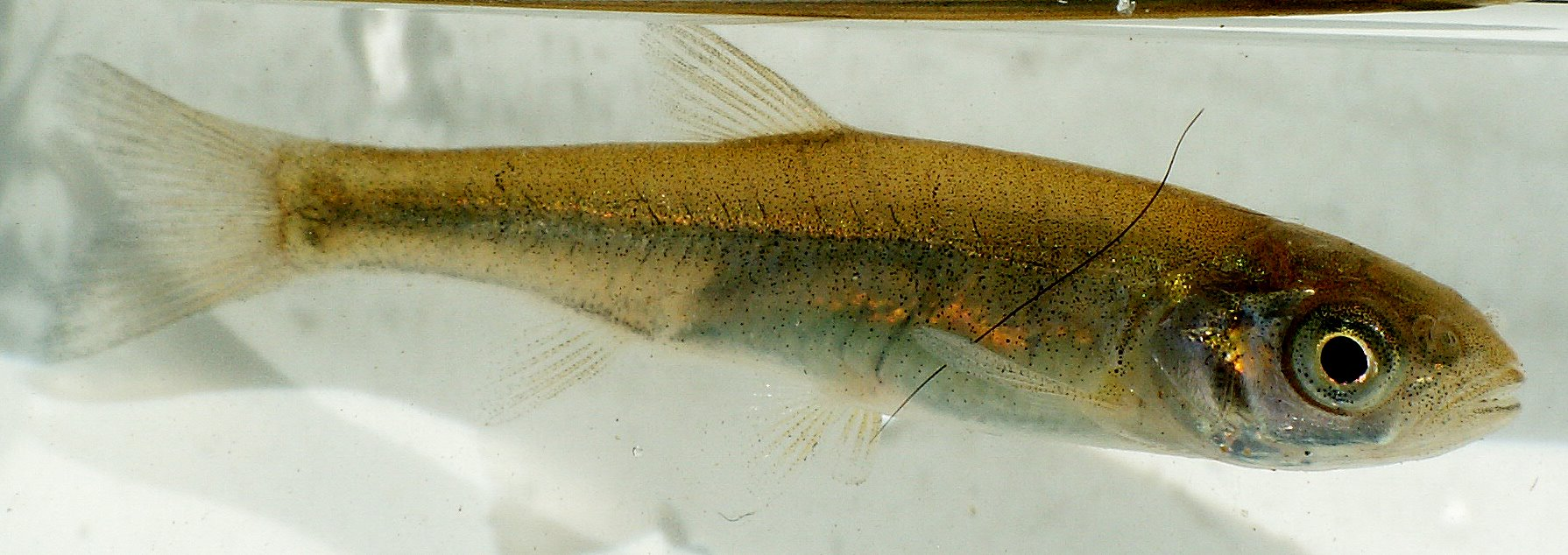
Squalius cephalus

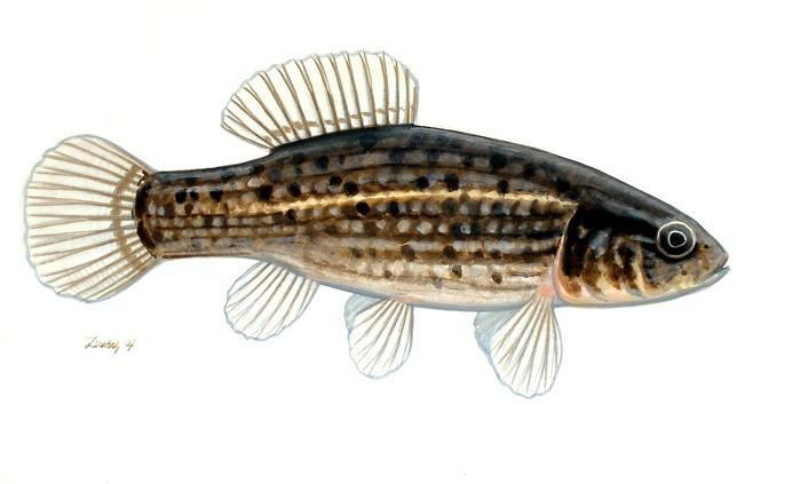
Umbra krameri

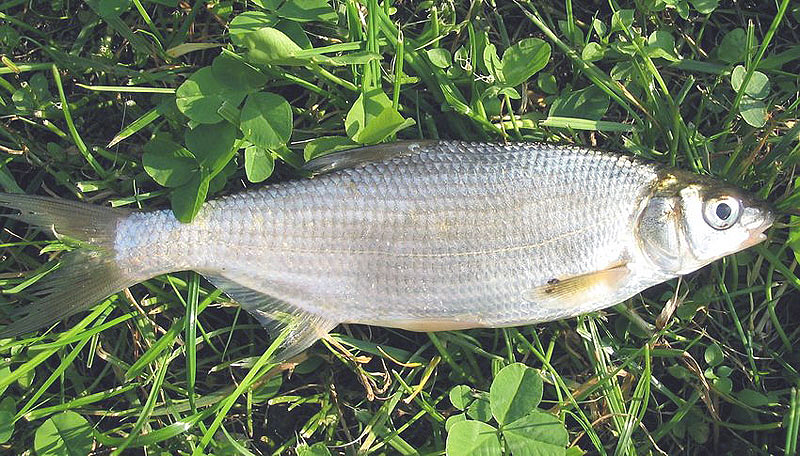
Vimba vimba

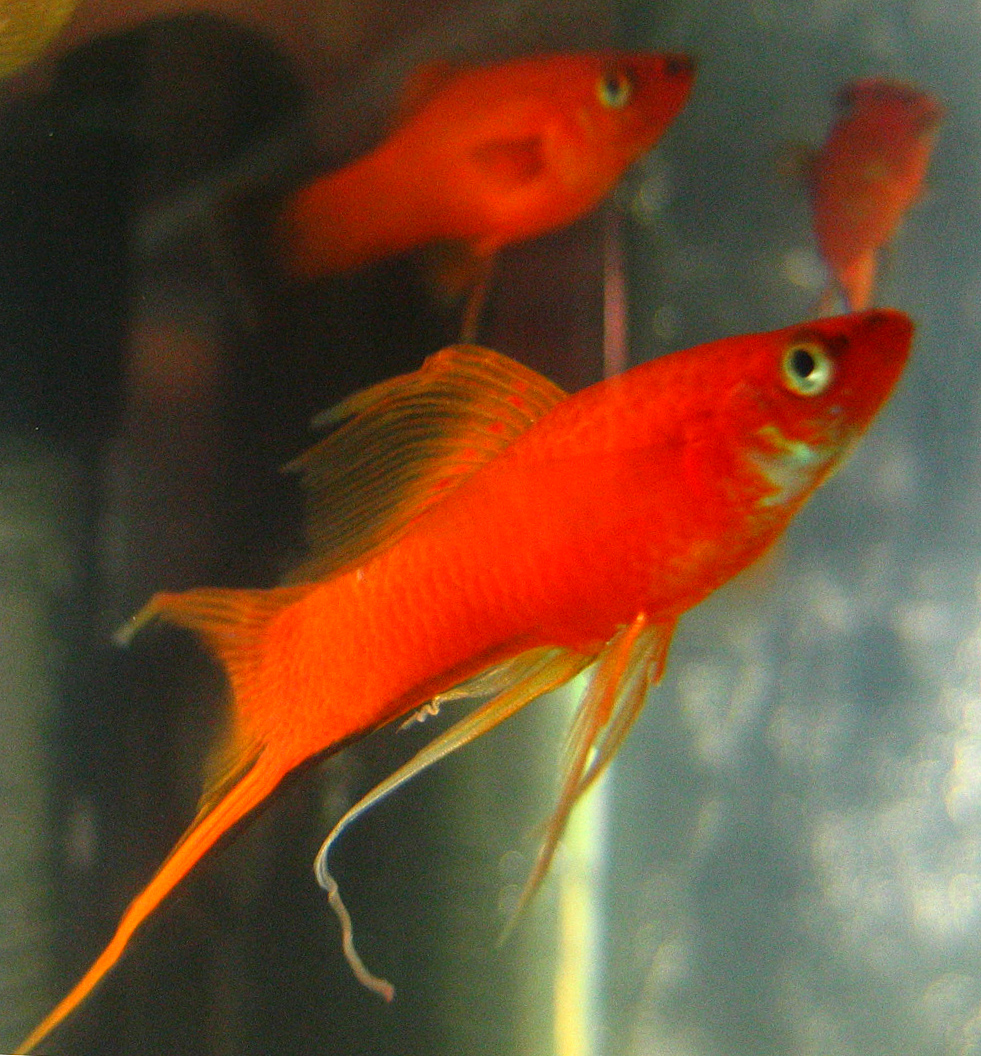
Xiphophorus hellerii

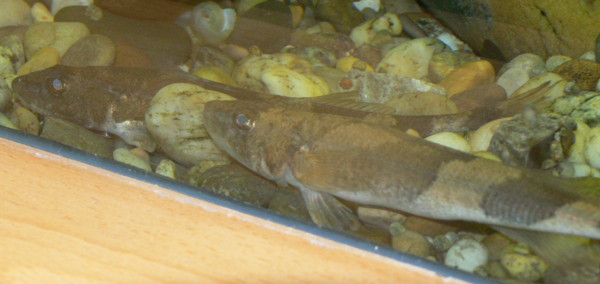
Zingel streber

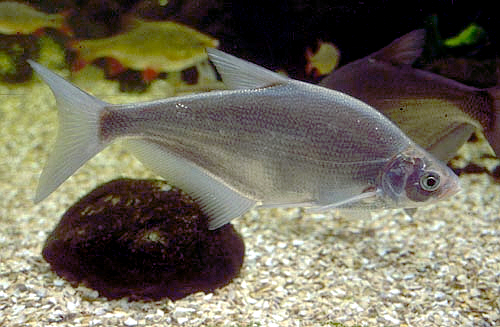
Ballerus ballerus

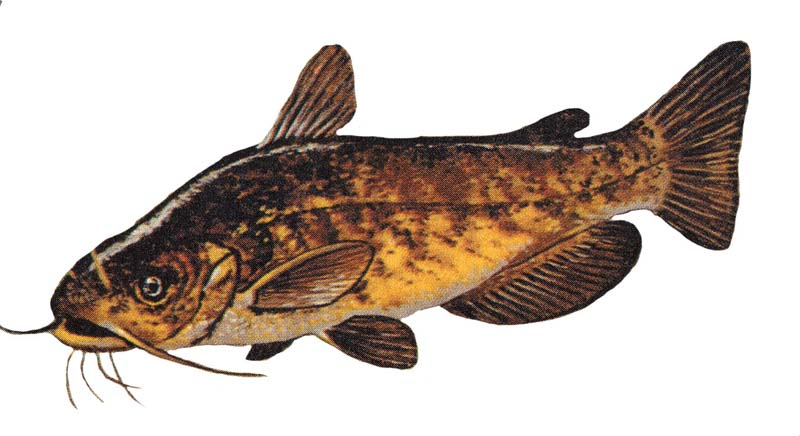
Peix gat bru (Ameiurus nebulosus)

Aquesta llista de peixos de Txèquia inclou les 80 espècies de peixos que es poden trobar a Txèquia ordenades per l'ordre alfabètic de llur nom científic.

## A
- Abramis brama
- Acipenser ruthenus
- Alburnoides bipunctatus
- Alburnus alburnus
- Alburnus chalcoides
- Ameiurus nebulosus
- Anguilla anguilla[1]

## B
- Ballerus ballerus
- Ballerus sapa
- Barbatula barbatula
- Barbus barbus
- Barbus meridionalis
- Blicca bjoerkna

## C
- Carassius auratus[2][3][4]
- Carassius carassius
- Carassius gibelio[5]
- Chondrostoma nasus
- Clarias gariepinus
- Cobitis elongatoides
- Cobitis taenia
- Coregonus autumnalis
- Coregonus lavaretus
- Coregonus maraena
- Coregonus peled
- Cottus gobio
- Cottus poecilopus
- Ctenopharyngodon idella
- Cyprinus carpio

## E
- Esox lucius
- Eudontomyzon mariae
- Eudontomyzon vladykovi

## G
- Gasterosteus aculeatus
- Gobio gobio
- Gymnocephalus baloni
- Gymnocephalus cernua
- Gymnocephalus schraetser

## H
- Hypophthalmichthys molitrix
- Hypophthalmichthys nobilis

## I
- Ictalurus punctatus

## L
- Lampetra planeri
- Lepomis gibbosus
- Leucaspius delineatus
- Leuciscus aspius
- Leuciscus idus
- Leuciscus leuciscus
- Lota lota

## M
- Micropterus dolomieu
- Micropterus salmoides
- Misgurnus fossilis

## N
- Neogobius melanostomus

## O
- Oncorhynchus mykiss
- Oreochromis niloticus

## P
- Pelecus cultratus
- Perca fluviatilis
- Phoxinus phoxinus
- Poecilia reticulata
- Poecilia sphenops
- Proterorhinus marmoratus
- Pseudorasbora parva[6]

## R
- Rhodeus amarus
- Romanogobio kesslerii
- Rutilus rutilus

## S
- Sabanejewia aurata
- Sabanejewia balcanica
- Sabanejewia baltica
- Salvelinus fontinalis
- Sander lucioperca
- Sander volgensis
- Scardinius acarnanicus
- Scardinius erythrophthalmus
- Silurus glanis
- Squalius cephalus

## T
- Thymallus arcticus
- Thymallus thymallus
- Tinca tinca[7]

## U
- Umbra krameri

## V
- Vimba vimba

## X
- Xiphophorus hellerii

## Z
- Zingel streber
- Zingel zingel[8]